# بوستان (جغتای)
بوستان یا چاه عمیق شماره ۵ زورزمند روستایی از توابع بخش مرکزی شهرستان جغتای در استان خراسان رضوی ایران است.

## جمعیت
این روستا در دهستان جغتای قرار دارد و براساس سرشماری مرکز آمار ایران در سال ۱۳۹۰، جمعیت آن ۷۹ نفر (۲۲ خانوار) بوده‌است.